# Bushehr
Bushehr o Bushire (in persiano بوشهر‎), è una città dell'Iran di 223 504 abitanti, principale porto di mare del paese, sulla costa sud-ovest dell'Iran, nel Golfo Persico, è il centro amministrativo dello shahrestān di Bushehr, e il capoluogo della provincia omonima. Si trova a 28° 59' Nord, 50° 49' Est, circa 1100 km a sud di Teheran. Il clima locale è caldo e umido.

## Storia
La moderna Bushehr fu fondata nel 1736 da Nadir Shah, ma a sud della città ci sono i resti di una città elamica chiamata Liyan (3.000 a.C.). Nel V secolo Busherh fu sede dell'espansione del nestorianesimo cristiano.
Nel 1736 il governatore persiano Karim Khan concesse alla Compagnia Olandese delle Indie Orientali il diritto di istituirvi una base commerciale; alla fine del XVIII secolo fu usata come base dalla Royal Navy britannica. Nel XIX secolo, Bushehr divenne un importante porto commerciale. Attaccata dalle forze britanniche nel 1856, durante la guerra anglo-persiana (1856-1857). Bushehr si arrese agli occupanti britannici il 9 dicembre 1856.
Fu occupata nuovamente dai britannici nel 1915.
Nei secoli scorsi, molti africani si sono stabiliti a Bushehr e, sebbene non ci sia stata un'influenza linguistica, si notano delle influenze culturali e genetiche. 
Le industrie maggiori sono la pesca e la produzione di energia elettrica, poi l'industria metalmeccanica, la lavorazione di tappeti e altri tessili, la produzione di cemento e fertilizzanti. 
Busherh è una base della marina iraniana ed è stata scelta come sede di una delle centrali elettriche del programma nucleare iraniano entrata in funzione il 27 novembre 2010.
Nei pressi della città, il 16 aprile 2013, si è manifestato un violento terremoto.